# Desa Ujungjaya (administrativ by i Indonesien, lat -6,73, long 108,10)
Desa Ujungjaya är en administrativ by i Indonesien.   Den ligger i provinsen Jawa Barat, i den västra delen av landet, 150 km öster om huvudstaden Jakarta.